# Dobra Voda, Bojnik
Dobra Voda (izvirno srbsko Добра Вода) je naselje v Srbiji, ki upravno spada pod Občino Bojnik; slednja pa je del Jablaniškega upravnega okraja.

## Demografija
V naselju živi 87 polnoletnih prebivalcev, pri čemer je njihova povprečna starost 63,2 let (60,3 pri moških in 66,2 pri ženskah). Naselje ima 47 gospodinjstev, pri čemer je povprečno število članov na gospodinjstvo 1,87.
To naselje je, glede na rezultate popisa iz leta 2002, večinoma srbsko.
|  |

| Demografija | Demografija     | Demografija     |
| Leto        | Št. prebivalcev | Št. prebivalcev |
| ----------- | --------------- | --------------- |
|             |                 |                 |
|             |                 |                 |
|             |                 |                 |
|             |                 |                 |
| 1948        | 359             |                 |
| 1953        | 389             |                 |
| 1961        | 406             |                 |
| 1971        | 329             |                 |
| 1981        | 200             |                 |
| 1991        | 110             | 110             |
| 2002        | 88              | 88              |
|             |                 |                 |

| Etnična sestava po popisu iz leta 2002 | Etnična sestava po popisu iz leta 2002 | Etnična sestava po popisu iz leta 2002 | Etnična sestava po popisu iz leta 2002 | Etnična sestava po popisu iz leta 2002 |
| -------------------------------------- | -------------------------------------- | -------------------------------------- | -------------------------------------- | -------------------------------------- |
| Srbi                                   | Srbi                                   |                                        | 81                                     | 92,04%                                 |
| Črnogorci                              | Črnogorci                              |                                        | 4                                      | 4,54%                                  |
| Jugoslovani                            | Jugoslovani                            |                                        | 1                                      | 1,13%                                  |
| Neznano                                | Neznano                                |                                        | 0                                      | 0,0%                                   |